# Wormerland
Wormerland és un municipi de la província d'Holanda del Nord, al centre-oest dels Països Baixos. L'1 de gener de 2009 tenia 15.876 habitants repartits per una superfície de 45,14 km² (dels quals 6,35 km² corresponen a aigua). Limita al nord amb Graft-De Rijp i Beemster, a l'est amb Purmerend i al sud amb Zaanstad, Oostzaan i Landsmeer.

## Centres de població
- Jisp
- Neck
- Oostknollendam
- Spijkerboor
- Wijdewormer
- Wormer

## Ajuntament
El consistori està format per 17 regidors:
- GroenLinks 4 regidors
- PvdA, 4 regidors
- Liberaal Wormerland, 3 regidors
- CDA, 3 regidors
- VVD, 3 regidors